# Lubjanka (Metro Moskau)

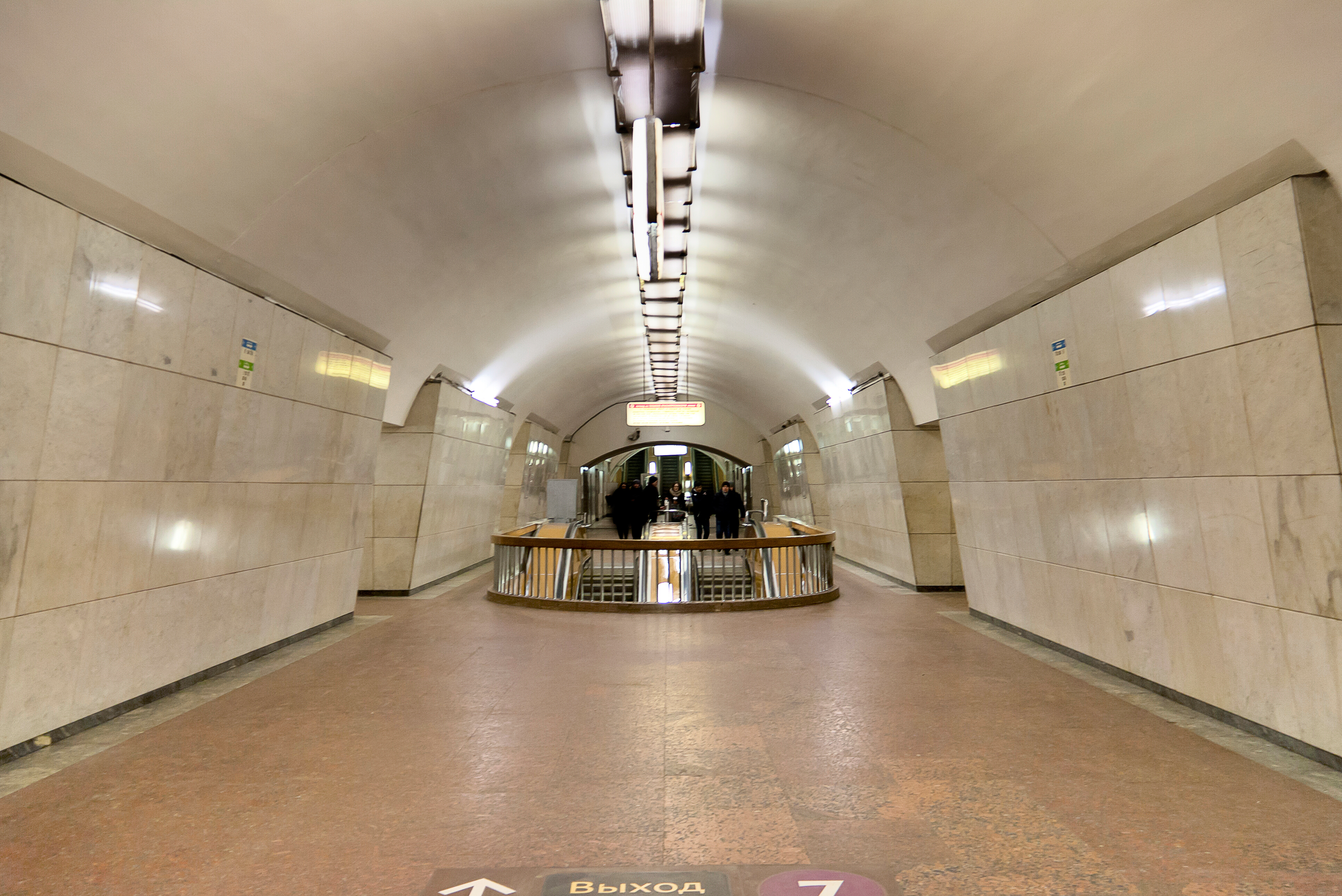
Bahnsteighalle, mit dem Zugangstunnel zur Station Kusnezki Most der Tagansko-Krasnopresnenskaja-Linie

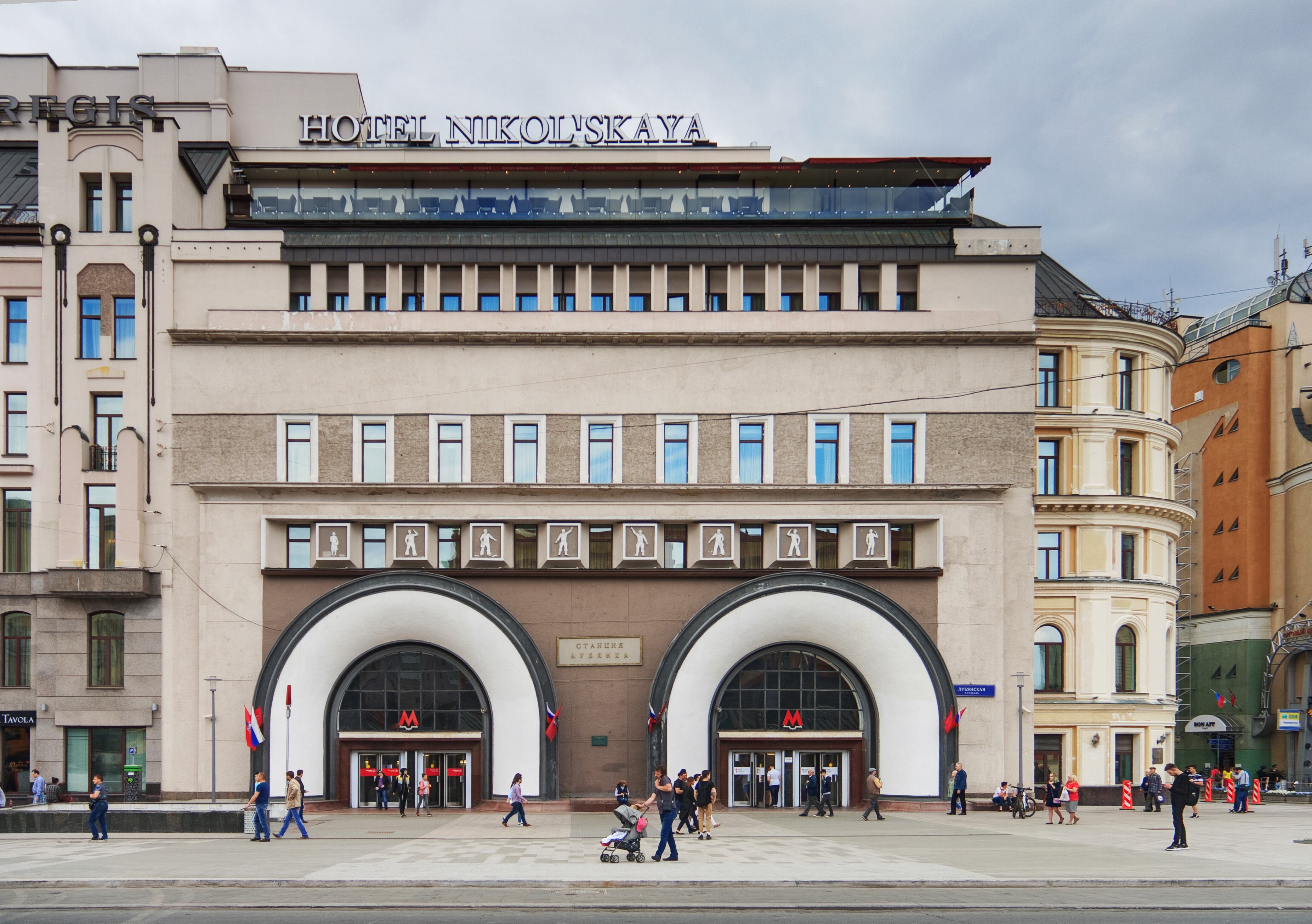
Eingangsportal, integriert in das Gebäude des St. Regis Hotels

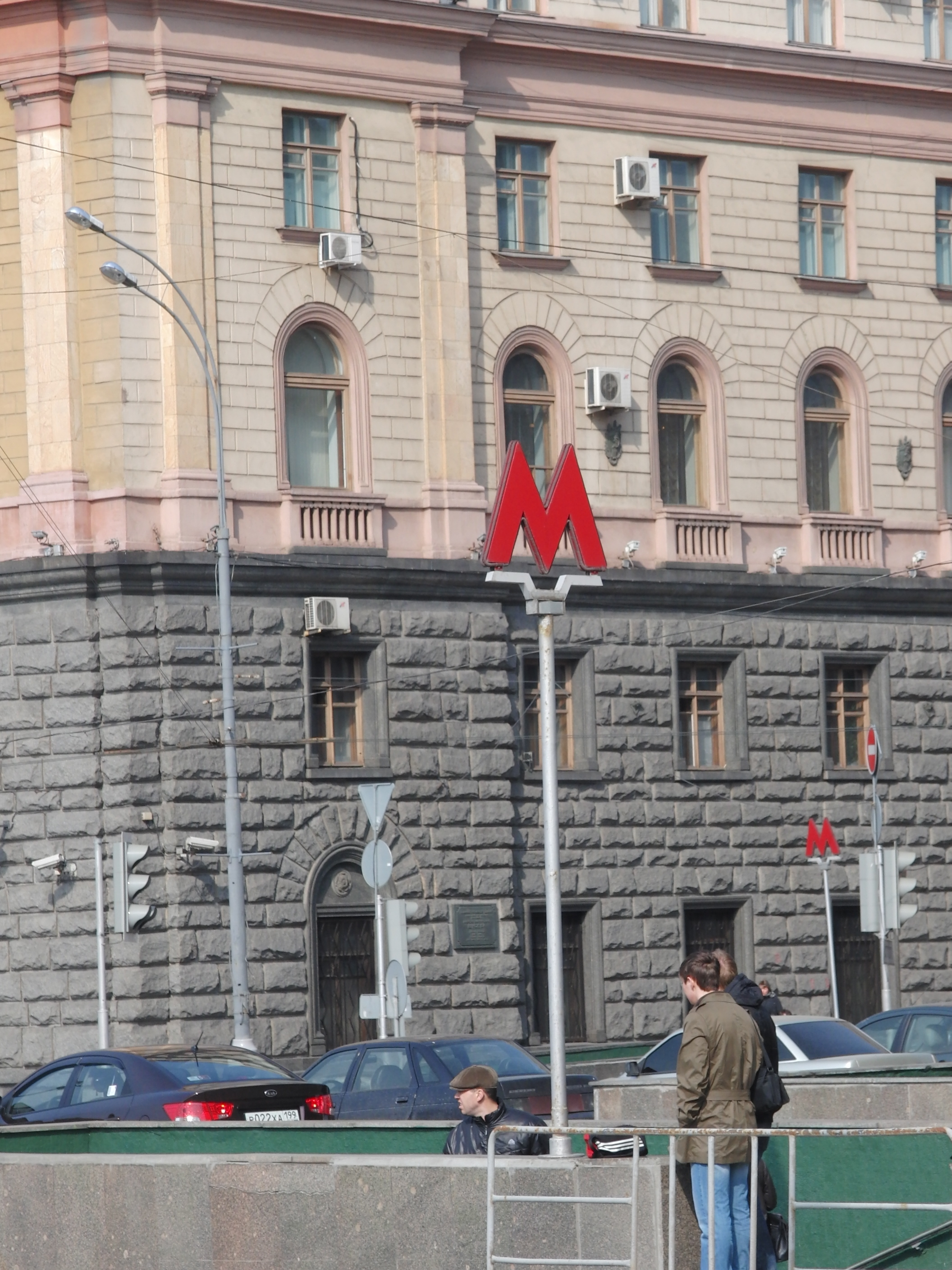
Zugang zur Metro vor der „Lubjanka“ genannten Zentrale des FSB

Der U-Bahnhof Lubjanka am gleichnamigen Platz wurde am 15. Mai 1935 als eine der ersten Stationen der Moskauer Metro – genauer: der Sokolnitscheskaja-Linie – eröffnet. Er verfügt über zwei Zugänge, von denen der eine in das Gebäude des Kaufhauses Detski Mir am nördlichen Ende des Lubjanka-Platzes eingebaut ist und der andere in eine weit verzweigte Fußgängerunterführung unter dem selbigen führt. Außerdem befindet sich von der Mitte der Bahnsteighalle aus ein Übergangstunnel zur Station Kusnezki Most der Tagansko-Krasnopresnenskaja-Linie.
Die Bahnsteighalle der Station, die durch schlichte rechteckige weißmarmorne Pylonen von den beiden Gleisbereichen getrennt wird, wurde erst 1975 mit der Eröffnung der Station Kusnezki Most und des Überganges zu ihr fertiggestellt. Zuvor bestanden am U-Bahnhof Lubjanka lediglich zwei voneinander getrennte Bahnsteige ohne eine Zwischenhalle.
Von ihrer Eröffnung bis zum 5. November 1990 hieß die Station Dserschinskaja zu Ehren des Geheimdienstgründers Dserschinski.
Am 29. März 2010 war die Station neben dem an der gleichen Linie gelegenen U-Bahnhof Park Kultury einer der beiden Schauplätze der Terroranschläge vom März 2010.